# Drymaria divaricata
Drymaria divaricata är en nejlikväxtart som beskrevs av Carl Sigismund Kunth. Drymaria divaricata ingår i släktet Drymaria och familjen nejlikväxter.

## Underarter
Arten delas in i följande underarter:
- D. d. divergens
- D. d. reflexiflora
- D. d. stricta
- D. d. viscidula